# Раке
Раке (словен. Rake) је насељено место у општини Костел, регија Југоисточна Словенија, Словенија.

## Историја
До територијалне реорганизације у Словенији биле су у саставу старе општине Кочевје.

## Становништво
У попису становништва из 2011. године, Раке су имале 1 становника.
| Број становника према пописима | Број становника према пописима | Број становника према пописима |
| ------------------------------ | ------------------------------ | ------------------------------ |
| 1991                           | 2002                           | 2011                           |
| 0                              | З                              | 1                              |

- Ознака З представља заштићене податке